# Пацев, Александр Константинович
Алекса́ндр Константи́нович Па́цев (29 июня 1936, СССР — 6 ноября 2024) — советский и российский дипломат. Чрезвычайный и полномочный посол (1992).

## Биография
Окончил Московский государственный историко-архивный институт (1959) и Высшую дипломатическую школу МИД СССР (1969).
- В 1959—1966 годах — сотрудник московского городского и центрального комитетов ВЛКСМ.

На дипломатической работе с 1969 года.
- В 1969—1972 годах — сотрудник посольства СССР в Иране.
- В 1981—1985 годах — сотрудник посольства СССР в Зимбабве.
- С 15 июня 1990 по 2 ноября 1996 года — чрезвычайный и полномочный посол СССР, затем Российской Федерации в Омане[1][2].
- В 1997 году — посол по особым поручениям МИД России.
- С 25 апреля 1997 по 25 августа 1999 года — чрезвычайный и полномочный посол Российской Федерации в Узбекистане[3][4].
- С 25 августа 1999 по 21 апреля 2003 года — чрезвычайный и полномочный посол Российской Федерации в Финляндии[5][6].

C 2003 года на пенсии.
- В 2003—2008 годах — директор Особняка МИД России.

Скончался 6 ноября 2024 года на 89-м году жизни.

## Семья
Женат, имеет двоих детей.

## Дипломатический ранг
- Чрезвычайный и полномочный посланник 1 класса (15 июня 1990)[8].
- Чрезвычайный и полномочный посол (13 октября 1992)[9].

## Награды
- Орден Дружбы (14 ноября 2002) — за активное участие в реализации внешнеполитического курса Российской Федерации и многолетнюю добросовестную работу[10].
- Почётное звание «Ветеран труда».
- Почётный работник Министерства иностранных дел Российской Федерации.